# جاك إدموندز
جاك إدموندز هو عالم حاسوب ورياضياتي كندي، ولد في 5 أبريل 1934.